# Campeonato Carioca de Futebol de 1998
O Campeonato Carioca de Futebol de 1998 foi a 101.ª edição da principal divisão do futebol no Rio de Janeiro. O Clube de Regatas Vasco da Gama conquistou o título, pois venceu a Taça Guanabara e a Taça Rio, conseguindo em si, cancelar uma eventual final do torneio. A partida do título foi na Taça Rio com uma semana de antecedência ao derrotar o Bangu Atlético Clube por 1 a 0 no Estádio Moça Bonita. Foi o vigésimo-primeiro título estadual que coincidiu com o ano do centenário do cruzmaltino.
Devido ao retorno do Torneio Rio-São Paulo e a Copa do Mundo, foi criada a fase seletiva, visando assim, adequar o calendário dos chamados quatro grandes.

## Descrição
Essa edição ficou marcada pelas constantes mudanças de datas das partidas e pelos casos de W.O. envolvendo três derbys durante a Taça Rio, devido a desentendimentos das diretorias de Flamengo, Fluminense e Botafogo com a FERJ.
No primeiro caso, na terceira rodada, aconteceu no Clássico da Amizade. O Botafogo não compareceu, com isso, foi declarado vitória do Vasco da Gama por 2 a 0.[carece de fontes?]
Na sexta rodada, o Fla-Flu, que é realizado habitualmente no Maracanã, a federação marcou o derby para o Estádio Moça Bonita (do Bangu), na Zona Oeste da capital, mesmo sem a aprovação das diretorias de ambos os clubes. Insatisfeitos com a decisão, Flamengo e Fluminense se recusaram a jogar, sendo assim foi aplicado um duplo W.O. (fato inédito) pelo não comparecimento dos dois clubes. Contudo, o placar acabou sendo empate por 0 a 0.
Na sétima rodada, três dias após a definição do título, foi à vez do Clássico dos Milhões. O Flamengo desistiu de jogar. Com isso, o Vasco da Gama venceu pela segunda vez por 2 a 0 em clássicos por desistência do adversário.[carece de fontes?]